# فیلیپو اسکاردینا
فیلیپو اسکاردینا (انگلیسی: Filippo Scardina؛ زادهٔ ۲۶ فوریهٔ ۱۹۹۲) بازیکن فوتبال اهل ایتالیا است.
از باشگاه‌هایی که در آن بازی کرده‌است می‌توان به باشگاه فوتبال کومو و باشگاه فوتبال آ.اس. رم اشاره کرد.
وی همچنین در تیم ملی فوتبال زیر ۲۰ سال ایتالیا بازی کرده‌است.